# Tratatul de la Utrecht

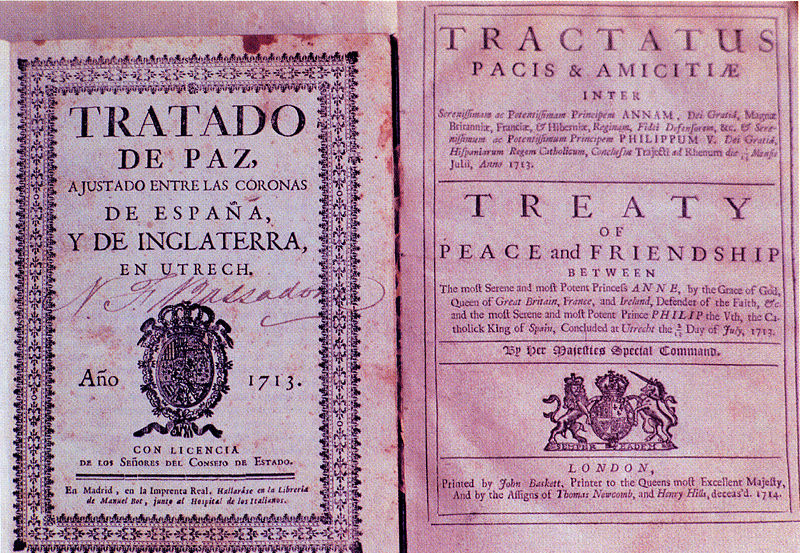
Unele dintre primele ediţii tipărite ale tratatului de la Utrecht

Tratatul de la Utrecht constă dintr-un șir de mici tratate, nefiind reunit într-un singur document, tratate semnate în orașul olandez Utrecht în martie și aprilie 1713. Tratatele între mai multe state europene, inclusiv Marea Britanie, Franța, Spania, Savoia și Republica Țărilor de Jos, au pus capăt Războiului Succesiunii Spaniole. Tratatele au fost încheiate între reprezentanții lui Ludovic al XIV-lea al Franței și ai lui Filip al V-lea al Spaniei pe de o parte, și cei ai reginei Ana a Marii Britanii, ai ducatului Savoiei, ai regelui Portugaliei și ai Provinciilor Unite pe de altă parte.
Tratatul a consfințit înfrângerea ambițiilor franceze exprimate în războaiele lui Ludovic al XIV-lea și a păstrat sistemul european bazat pe echilibrul puterilor.

## Negocierile

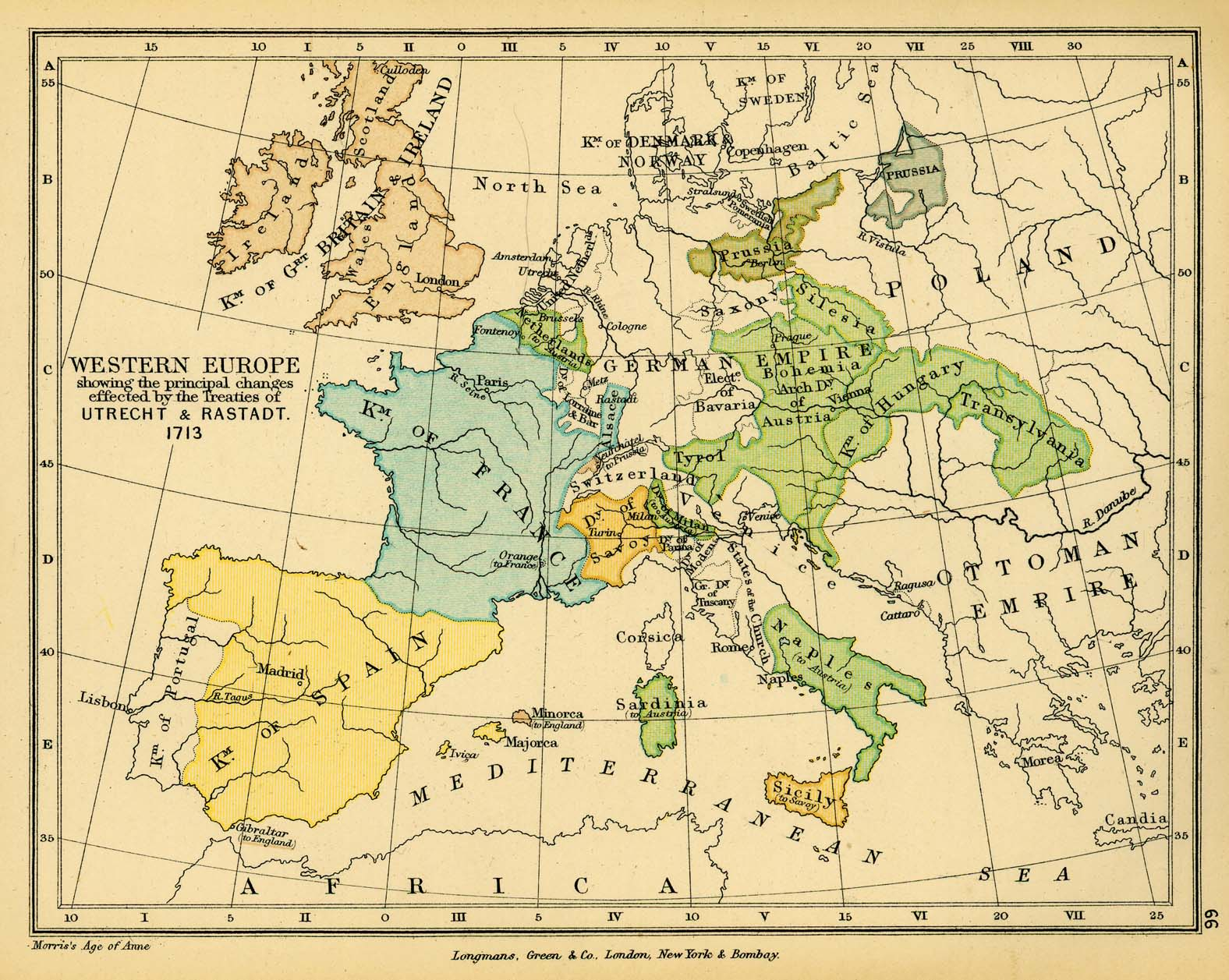
Frontierele din Europa de Vest după tratatele de la Utrecht și Rastatt.

Franța și Marea Britanie căzuseră de acord în octombrie 1711, când se semnaseră la Londra tratatele preliminare de pace. Acest acord inițial se baza pe o acceptare tacită a împărțirii posesiunilor europene ale Spaniei. Ca urmare, s-a deschis un congres la Utrecht la 29 ianuarie 1712, la care britanicii erau reprezentați de John Robinson, episcopul de Bristol, și de Thomas Wentworth, Lord Strafford. Provinciile Unite au acceptat în cele din urmă tratatele preliminare și au trimis reprezentanți, dar împăratul a refuzat acest lucru până când a fost asigurat că tratatele preliminarii nu sunt obligatorii. Astfel, în februarie au sosit și reprezentanții imperiali. Cum Filip nu era încă recunoscut ca rege, Spania nu a trimis plenipotențiari la început, dar ducele de Savoia a trimis unul, și Portugalia a fost și ea reprezentată.
Una din primele chestiuni discutate a fost natura garanțiilor ce vor fi date de Franța și Spania că coroanele lor vor rămâne separate, și s-a progresat doar după 10 iulie 1712, când Filip a semnat actul de renunțare. După ce Marea Britanie și Franța au căzut de acord, ritmul negocierilor a accelerat, și principalele tratate au fost semnate la 11 aprilie 1713.

## Principalele prevederi
Filip, duce de Anjou și nepot al lui Ludovic al XIV-lea, a fost recunoscut ca rege al Spaniei (sub numele de Filip al V-lea), confirmând astfel succesiunea stipulată în testamentul răposatului rege Carol al II-lea. Filip a fost, însă, obligat să renunțe în numele său și al urmașilor săi, la orice drept la tronul Franței, în ciuda contestării în Franța a legalității acestui act. Într-o manieră similară, diverși alți prinți francezi, printre care ducele de Berry (cel mai tânăr nepot al lui Ludovic al XIV-lea) și ducele de Orléans (nepotul lui Ludovic), au renunțat în numele lor și al urmașilor lor la succesiunea la tronul Spaniei.
Imperiul european al Spaniei a fost și el împărțit: Savoia, după ce a renunțat la acordarea de pământ și titluri familiei nobiliare Lombardo, a primit Sicilia și părți din ducatul Milanului, în timp ce împăratul Carol al VI-lea (împărat al Sfântului Imperiu Roman) a primit Țările de Jos Spaniole, regatul Neapolelui, Sardinia și mare parte din ducatul Milanului. Portugaliei i s-a recunoscut suveranitatea asupra teritoriului dintre fluviile Amazon și Oyapock, în Brazilia. În 1715, portughezii au recuperat și Colonia del Sacramento din Uruguay, care fusese ocupată de Spania.
Spania a cedat Gibraltarul și Minorca Marii Britanii și a acceptat să dea britanicilor Asiento, un monopol privind comerțul cu sclavi. 
Franța a cedat Marii Britanii teritoriile revendicate de Compania Golfului Hudson din Țara lui Rupert, Newfoundland și Acadia. Insula Saint Kitts, anterior împărțită între Franța și Marea Britanie, a fost cedată în întregime celei din urmă. Franța a fost obligată să recunoască suzeranitatea britanicilor asupra indienilor Iroquois și să deschidă comerțul cu triburile îndepărtate de indieni negustorilor de toate neamurile. Franța și-a păstrat celelalte posesiuni nord-americane antebelice, inclusiv Île-Saint-Jean (astăzi Insula Prințul Edward) precum și Île Royale (astăzi Insula Cape Breton), pe care a înălțat cetatea Louisbourg.
După semnarea tratatelor de la Utrecht, francezii au continuat conflictul cu împăratul Carol al VI-lea și cu Sfântul Imperiu Roman până în 1714, când ostilitățile au luat sfârșit odată cu tratatul de la Rastatt și tratatul de la Baden. Spania și Portugalia au rămas oficial în război până la tratatul de la Madrid din 1750. Sfântul Imperiu și Spania au încheiat o pace separată în 1720.